# Saison 2 de Jessica Jones
Chronologie
Saison 1 Saison 3
Cet article présente les treize épisodes de la deuxième saison de la série télévisée américaine Jessica Jones (Marvel's Jessica Jones).

## Synopsis
Jessica Jones, souffrant de stress post-traumatique, remet son costume de super-héroïne au placard afin d'ouvrir une agence de détective dans le but d'aider certains de ses confrères avec des super-pouvoirs. Après avoir tourné la page de Kilgrave, elle part sur les traces du laboratoire qui lui a donné ses pouvoirs.

## Distribution

### Acteurs principaux
- Krysten Ritter : Jessica Jones
- Rachael Taylor : Trish « Patsy » Walker
- Eka Darville : Malcolm Ducasse (épisodes 1 à 6, 8, 10, 11 et 13)
- J.R. Ramirez : Oscar Arocho (épisodes 1 à 6, 8 à 10 et 13)
- Terry Chen : Pryce Cheng (épisodes 1, 2, 4, 5, 9 et 13)
- Leah Gibson : Inez Green (épisodes 4 à 10 et 12)
- Carrie-Anne Moss : Jeri Hogarth (épisodes 1 à 6, 8 à 10, 12 et 13)
- Janet McTeer : Alisa Jones (épisodes 3 à 13)
- Wil Traval : Will Simpson / Nuke (épisodes 1 et 2)
- Callum Keith Rennie : Dr. Karl Malus (épisodes 5 à 8, 10 et 11)
- David Tennant : Kilgrave (épisode 11)

### Acteurs récurrents et invités
- Hal Ozsan : Griffin Sinclair (épisodes 1 à 5 et 9)
- Maury Ginsberg : Steven Benowitz (épisodes 1, 3, 8 et 13)
- Angel Desai : Linda Chao (épisodes 1, 3 et 13)
- Jacqueline Antaramian : Dr. Zakarian (épisodes 1 et 4)
- Kevin Chacon : Vido Arocho (épisodes 1, 3 à 5, 9 et 13)
- Anthony Grasso : Ian (épisodes 1 et 12)
- Jay Klaitz : Robert « Whizzer » Coleman (épisodes 1 et 2)
- Rebecca De Mornay : Dorothy Walker (épisodes 2, 5, 7, 12 et 13)
- John Ventimiglia : Eddy Costa (épisodes 2, 4, 5, 8, 12 et 13)
- Lisa Tharps : Ruth Sunday (épisodes 2, 4, 5, 8 et 12)
- James McCaffrey : Maximilian « Max » Tatum (épisodes 2 et 4)
- Nichole Yannetty : Nicole (épisodes 3, 9 et 12)
- Daniel Marcus : Maury Tuttlebaum (épisodes 3 et 12)
- Victoria Cartagena : Sonia (épisodes 4 et 9)
- Daniel Everidge : Dave (épisode 5)
- Mel Johnson Jr. : Justis Ambrose (épisode 6)
- Leeanne Hutchison : Luanne (épisode 7)
- Mat Vairo : Stirling Adams (épisode 7)
- Renata Hinrichs : Dr. Leslie Hansen (épisode 7)
- Elizabeth Cappuccino : Jessica Jones jeune (épisode 7)
- Eden Marryshow : Shane (épisodes 8 à 10 et 12)
- Alfredo Narciso : Ronald Garcia (épisodes 9 et 10)
- Brian Hutchison : Dale Holiday (épisodes 10 et 11)
- Manni Perez : Tina (épisode 11)
- Kate Greer : Francine (épisode 11)
- Myrna Cabello : Dr. Torres (épisodes 12 et 13)
- Tijuana Ricks : Thembi Wallace (épisode 12)
- Lane Napper : Vernon (épisode 12)
- Shakina Nayfack : Frankie (épisode 12)

### Acteurs invités venant des autres séries Marvel/Netflix

#### DeDaredevil
Saison 1 et 2
- Elden Henson : Franklin « Foggy » Nelson (épisode 3)
- Rob Morgan : Turk Barrett (épisode 12)